# Glanum-Staudamm
Der Glanum-Staudamm war eine römische Bogenstaumauer in Glanum nahe dem heutigen Saint-Rémy-de-Provence in der Provence (Frankreich). Die im 1. Jh. v. Chr. errichtete Staumauer gilt als die älteste ihres Typs.
Die im Vallon de Baume gelegene Stauanlage staute das Wasser mit einer gegen die Fließrichtung gewölbten bogenförmigen Konstruktion, die bei einer Höhe von etwa 14,7 Metern 3,9 Meter an der Mauerbasis und 3 Meter an der Mauerkrone breit war. Der Radius des im Kronenbereich 23,8 Meter langen Mauerbogens betrug 28,6 Meter. Der Öffnungswinkel des Bogens war 73°. Die Mauer bestand aus zwei Teilen mit einer Füllung dazwischen. Das gestaute Wasser diente der Wasserversorgung der nahe gelegenen Stadt Glanum.
Entdeckt wurde die Anlage 1763 von Esprit Calvet. Neueren Untersuchungen zufolge war die Staumauer aus verklammerten Quadern errichtet und wasserdicht versiegelt. Die Einlassungen für die Mauerköpfe waren in den Fels geschnitten. 1891 wurde dicht oberhalb der römischen Konstruktion eine neue Stauanlage errichtet. Von der alten Staumauer existiert nur noch eine Zeichnung.